# Indigofera karkarensis
Indigofera karkarensis là một loài thực vật có hoa trong họ Đậu. Loài này được (Thulin) Schrire miêu tả khoa học đầu tiên.